# De viris illustribus (Girolamo)
De viris illustribus ("Sugli uomini illustri") è un'opera composta in latino da Sofronio Eusebio Girolamo, completata a Betlemme attorno al 392-393. Contiene brevi biografie su 135 personaggi del Nuovo Testamento e dei primi secoli dell'era cristiana. Più precisamente l'opera consiste di un prologo e 135 capitoli, uno per biografia. Girolamo stesso è il soggetto dell'ultimo capitolo. È sopravvissuta anche una versione greca del libro, forse scritta dallo stesso Sofronio del 134º capitolo. Molte biografie prendono come loro soggetto figure importanti della storia del cristianesimo e prestano particolare attenzione alle loro carriere di scrittori. "È stata scritta come opera apologetica per provare che la Chiesa aveva prodotto uomini eruditi." Il libro è dedicato a Nummio Emiliano Destro, che servì Teodosio I come comes rerum privatarum e Onorio come prefetto del pretorio; Destro era il figlio di Paciano di Barcellona, che viene encomiato nell'opera.

## Contenuti
Sotto sono elencati i personaggi delle 135 biografie di Girolamo. I numeri dati corrispondono al numero dei capitoli.
| - 1. Simon Pietro - 2. Giacomo il Giusto - 3. Matteo - 4. Giuda Taddeo - 5. San Paolo - 6. Barnaba - 7. Luca evangelista - 8. Marco evangelista - 9. Giovanni evangelista - 10. Erma - 11. Filone l'Ebreo - 12. Seneca il giovane - 13. Flavio Giuseppe - 14. Giusto di Tiberiade - 15. Clemente da Roma - 16. Ignazio di Antiochia - 17. Policarpo di Smirne - 18. Papia di Ierapoli - 19. Quadrato di Atene - 20. Aristide Marciano - 21. Agrippa Castore - 22. Egesippo - 23. Giustino - 24. Melitone di Sardi - 25. Teofilo di Antiochia - 26. Apollinare di Ierapoli - 27. Dionigi di Corinto - 28. Pinito di Cnosso - 29. Taziano - 30. Filippo di Gortina - 31. Musano - 32. Modesto - 33. Bardesane | - 34. Vittore I - 35. Ireneo di Lione - 36. Panteno - 37. Rodo - 38. Clemente Alessandrino - 39. Milziade - 40. Apollonio di Efeso - 41. Serapione di Antiochia - 42. Apollonio di Efeso - 43. Teofilo - 44. Bacchilo di Corinto - 45. Policrate di Efeso - 46. Eraclito - 47. Massimo - 48. Candido - 49. Appione - 50. Sesto - 51. Arabiano - 52. Giuda - 53. Tertulliano - 54. Origene Adamantio - 55. Ammonio Sacca - 56. Ambrogio di Alessandria - 57. Trifone - 58. Minucio Felice - 59. Gaio - 60. Berillo di Bostra - 61. Ippolito di Roma - 62. Alessandro di Gerusalemme - 63. Giulio Africano - 64. Gemino di Antiochia - 65. Gregorio il Taumaturgo - 66. Papa Cornelio - 67. Tascio Cecilio Cipriano - 68. Ponzio diacono | - 69. Dionisio di Alessandria - 70. Novaziano - 71. Malchione di Antiochia - 72. Archelao - 73. Anatolio di Laodicea - 74. Vittorino di Petovio - 75. Panfilo di Cesarea - 76. Pierio - 77. Luciano di Antiochia - 78. Filea di Thmuis - 79. Arnobio - 80. Lattanzio - 81. Eusebio di Cesarea - 82. Reticio di Autun - 83. Metodio di Olimpo - 84. Gaio Vettio Aquilino Giovenco - 85. Eustazio di Antiochia - 86. Marcello di Ancira - 87. Atanasio il Grande - 88. Antonio abate - 89. Basilio di Ancira - 90. Teodoro di Eraclea - 91. Eusebio di Emesa - 92. Trifilio di Leucosia - 93. Donato il Grande - 94. Asterio il Sofista - 95. Lucifero di Cagliari - 96. Eusebio di Vercelli - 97. Fortunaziano di Aquileia - 98. Acacio di Cesarea - 99. Serapione lo Scolastico - 100. Ilario di Poitiers - 101. Vittorino il retore - 102. Tito di Bostra | - 103. Damaso I - 104. Apollinare di Laodicea - 105. Gregorio di Elvira - 106. Paciano di Barcellona - 107. Fotino di Sirmio - 108. Febadio di Agen - 109. Didimo il Cieco - 110. Ottato di Milevi - 111. Acilio Severo - 112. Cirillo di Gerusalemme - 113. Euzoio di Antiochia - 114. Epifanio di Salamina - 115. Efrem il Siro - 116. Basilio Magno - 117. Gregorio Nazianzeno - 118. Lucio di Alessandria - 119. Diodoro di Tarso - 120. Eunomio di Cizico - 121. Priscilliano - 122. Latroniano - 123. Tiberiano - 124. Aurelio Ambrogio - 125. Evagrio - 126. Ambrogio - 127. Massimo di Alessandria - 128. Gregorio Nisseno - 129. Giovanni di Antiochia - 130. Gelasio di Cesarea - 131. Teotimo di Tomi - 132. Flavio Lucio Destro - 133. Anfilochio di Iconio - 134. Sofronio - 135. Sofronio Eusebio Girolamo |

## Fonti
L'opera utilizza come modello letterario e stilistico il De viris illustribus di Svetonio e il Brutus di Cicerone.
Come fonti adotta la Storia ecclesiastica e il Chronicon di Eusebio di Cesarea, oltre all'erudizione dell'autore.

## Resoconto di Girolamo della propria carriera letteraria
Alla fine del De Viris Illustribus, Girolamo fornisce la propria biografia come l'ultimo esempio di lavoro dotto dei cristiani. In questo 135º capitolo, Girolamo riassume la sua carriera sino ad allora:

## Edizioni
- (LA) Wilhelm Herding (a cura di), De viris inlustribus liber. Accedit Gennadii catalogus virorum inlustrium, Lipsia, B.G. Teubner, 1889.
- (LA, DE) Carl Albrecht Bernoulli (a cura di), Hieronymus und Gennadius De viris inlustribus, Friburgo in Brisgovia, J.C.B. Mohr, 1895.
- (LA, DE) Ernst Cushing Richardson (a cura di), Hieronymus liber De viris inlustribus. Gennadius liber De viris inlustribus, Lipsia, J.C. Hinrichs, 1896.